# 1911 en rugby à XV
Chronologie du rugby à XV
1910 en rugby à XV - 1911 en rugby à XV - 1912 en rugby à XV
Les faits marquants de l'année 1911 en rugby à XV

## Événements

### Janvier
- L'équipe de France dispute son deuxième Tournoi des Cinq Nations en 1911 et le 2 janvier 1911, c'est la première victoire internationale de l'équipe de France lors d'un match du Tournoi, face aux Écossais en 1911 au stade de Colombes[1].

### Mars
Le pays de Galles remporte le Tournoi des Cinq Nations en battant ses quatre adversaires et ainsi réalise le premier Grand chelem à cinq nations. 
Battant l’Écosse, l'Angleterre conserve la Calcutta Cup conquise en 1910.
De son côté, la France ayant remporté son premier match dans le Tournoi en disposant de l'Écosse à Paris en janvier évite ainsi la Cuillère de Bois qui revient à l'Écosse.
- Article détaillé : Tournoi des Cinq Nations 1911

### Récapitulatifs des principaux vainqueurs de compétitions 1910-1911
- Le Stade bordelais UC est champion de France.
- Le Devon est champion d'Angleterre des comtés.
- Le Griqualand West remporte le championnat d'Afrique du Sud des provinces, la Currie Cup.

## Naissances
- Marcel Michelin fonde l'Association sportive Michelin (rugby, cross-country et football), future Association Sportive Montferrandaise.